# Babsk
Babsk je vesnice v centrální části Polska v okrese Rawa Lodžského vojvodství. Leží 70 km severozápadně od Varšavy, v historickém Mazovsku v průměrné výšce 140 m n. m., a protéká jí říčka.
Vlastní vesnice Babsk čítá 700 obyvatel.
První zmínka o lokalitě pochází z 14. století.
Při autonehodě dne 3. září 1989 zde tragicky zahynul italský fotbalový reprezentant Gaetano Scirea.